# Бараково
 Тази статия е за селото в България.  За селото в Северна Македония вижте Бараково (община Демир Хисар).  
Бараково е село в Западна България. То се намира в община Кочериново.

## География
Село Бараково се намира на Рилската река, в югозападните склонове на Рила планина. Разположено е на 8 километра от Благоевград, на пътя от града за Рилския манастир.

## История
Годината на основаването на село Бараково не е известна. Предполага се, че първите заселници в селото са се установили тук преди повече от 3 – 4 века. По предание и от по-старите жители се знае, че в началото Бараково било разделено на три махали с по 4 – 5 къщи и се е именувало Долно, Средно и Горно Бараково. Според преданията името му произлязло от побиване на байраци. Не се знае по какви съображения са били побивани последните, но е известно, че първоначалните заселници били православни християни. Горно Бараково – махалата над река Струма, било първият чифлик, и днешната махала Шарков чифлик (квартал „Левски“) води началото си оттогава.
В землището на селото по пътя за Благоевград, известен като Баларбаши, има данни за местонахождението на голямо тържище от римско време, но дейността на иманярите е унищожила свидетелствата за тази ранна епоха.
В 1891 година Георги Стрезов пише за селото:
| „ | Бараково, на СЗ от Джумая 2 часа, до един приток от Струма. Над тая река има мост, който е и граница между Турция и автономната област България. До Кочариново няма половин час. Жителите са земледелци; обработва се и тютюн, има и лозя. Къщи 90. | “ |

Към 1900 година според известната статистика на Васил Кънчов („Македония. Етнография и статистика“) населението на селото брои 460 души, всичките българи-християни.
Село Бараково е в границите на Османската империя до 1912 година. Рилската река служела за граница между Княжество България и Османската империя. Селото е будно и жителите му помагат много на борците от Вътрешната македоно-одринска революционна организация в периода на турското владичество. При избухването на Балканската война в 1912 година седем души от Бараково са доброволци в Македоно-одринското опълчение.
Тук през 1903 година е построена дъскорезна фабрика от Тодор Балабанов, която след това поема и развива синът му Иван Балабанов. Фабриката е подсигурявала работа през годините на между 500 и 1000 души. Построили са жилища за бекяри и семействата им. Работниците не плащали наем за тях, нито ток, вода, медицински услуги, лекарства. Безплатно им подсигурявали дърва и въглища за зимата. Получавали специални фабрични монети с номинал от 5, 10, 20 и 50 лева, с които пазарували в магазините на собственика. Фабриката разполагала със собствена електроцентрала, железница, болница, пожарна команда, училище, детска градина, старчески дом, кино и казино. По-късно се разширява и става мукавена фабрика, а след това книжна.
През 1920 година селото наброява около 80 – 85 къщи. С появата на Балабановата фабрика, намираща се в землището на село Бараково, жителите на Бараково постепенно се увеличават. В тази фабрика през 30-те години на ХХ век работи и големият поет Никола Вапцаров. В Бараково той се венчава в местната църква „Успение Богородично“.
В 1974 година село Бараково става квартал на град Кочериново. В 1991 година след влизане в сила на ЗАТП на Република България Бараково е отделено от Кочериново и възникват спорове за землищната граница между двете населени места.

## Население
Численост и дял на етническите групи според преброяването на населението през 2011 г.:
|                     | Численост | Дял (в %) |
| Общо                | 505       | 100,00    |
| Българи             | 474       | 93,86     |
| Турци               | 0         | 0,00      |
| Цигани              | 0         | 0,00      |
| Други               | 0         | 0,00      |
| Не се самоопределят | 0         | 0,00      |
| Неотговорили        | 30        | 5,94      |

## Църква „Успение на Пресвета Богородица“
След освобождението на селото в 1912 година, съществуващата турска митница е преустроена в настоящия храм, носещ името „Успение на Пресвета Богородица“. В духовно-административно отношение от 1894 година селото принадлежи към Неврокопската епархия.

## Обществени институции и спорт
В селото се намират ОУ „Отец Паисий“, което е затворено в началото на XXI век, Обединено детско заведение и читалище. ФК „ЗКМО“ (Бараково). Играл в „А“ ОФГ – зона Рила. Преустановил съществуването си през 2010 г. поради липса на финансови средства.

## Личности

### Родени в Бараково
- Биньо Иванов (1939 – 1998), поет дисидент
- Васил Чичибаба (1935 – 2013), министър на земеделието (1995 – 1996)
- Христо Христов – Бараката (1943 – 2006), български футболист
- Методи Душков (1936 – 2010), благоевградски художник, основател на Дружество „Македония арт“
- Методи Чимев (р. 1962), кмет на Дупница /ГЕРБ/

### Живели в Бараково
- Никола Вапцаров (1909 – 1942), български поет
- Методи Попгеоргиев (1882 – 1962), роден в град Велес (Македония), дългогодишен учител в Бараково (1919 – 1945)

### Починали в Бараково
- Арсени Йовков (1882 – 1924), писател (псевдоним Пейко Селички), публицист и революционер
- Стефан Давидов(1878 – 1934), революционер, Кочански и Царевоселски войвода на ВМРО